# قمنارية

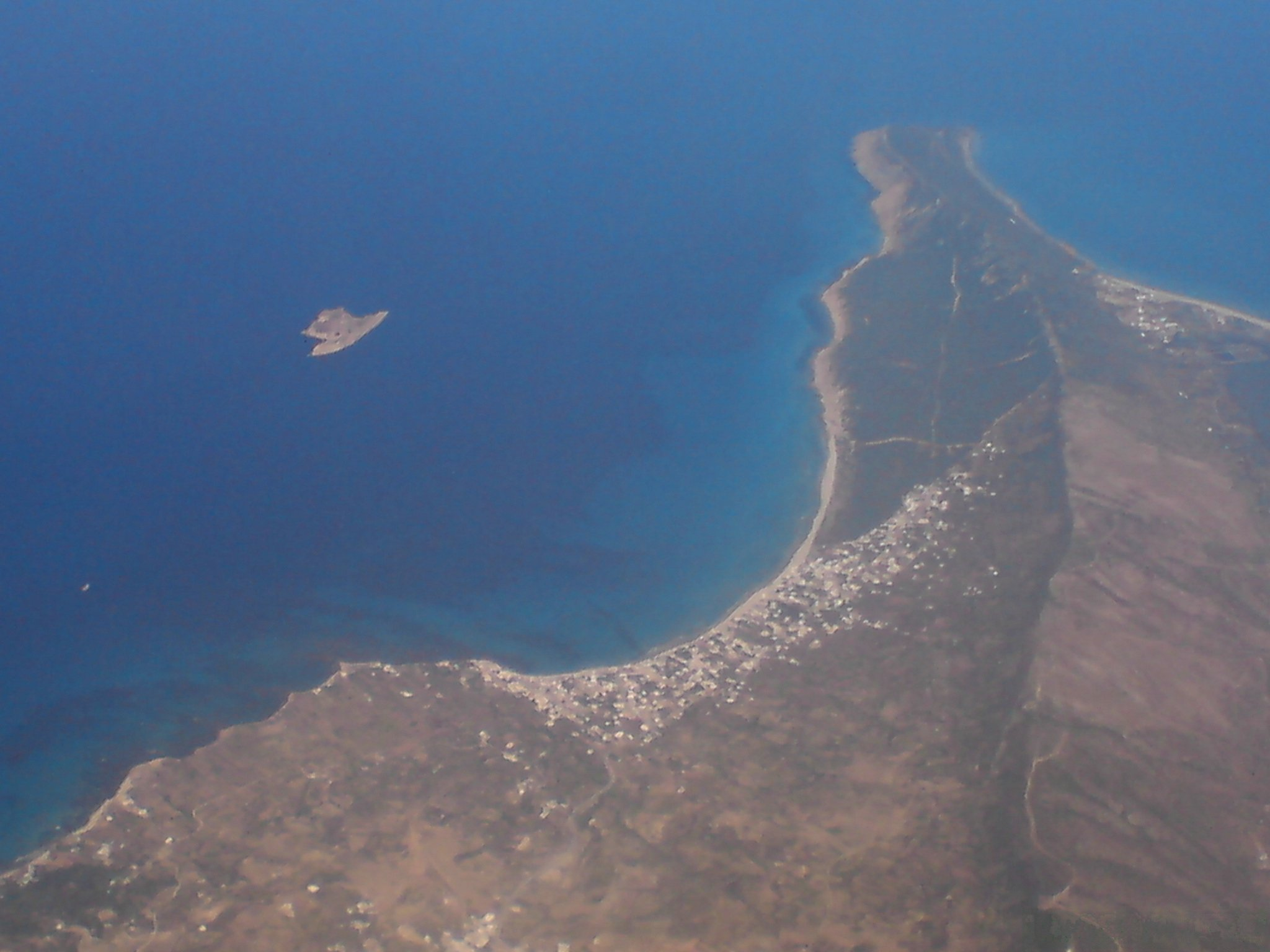
جزيرة قمنارية (على اليسار) قرب رأس الطرف

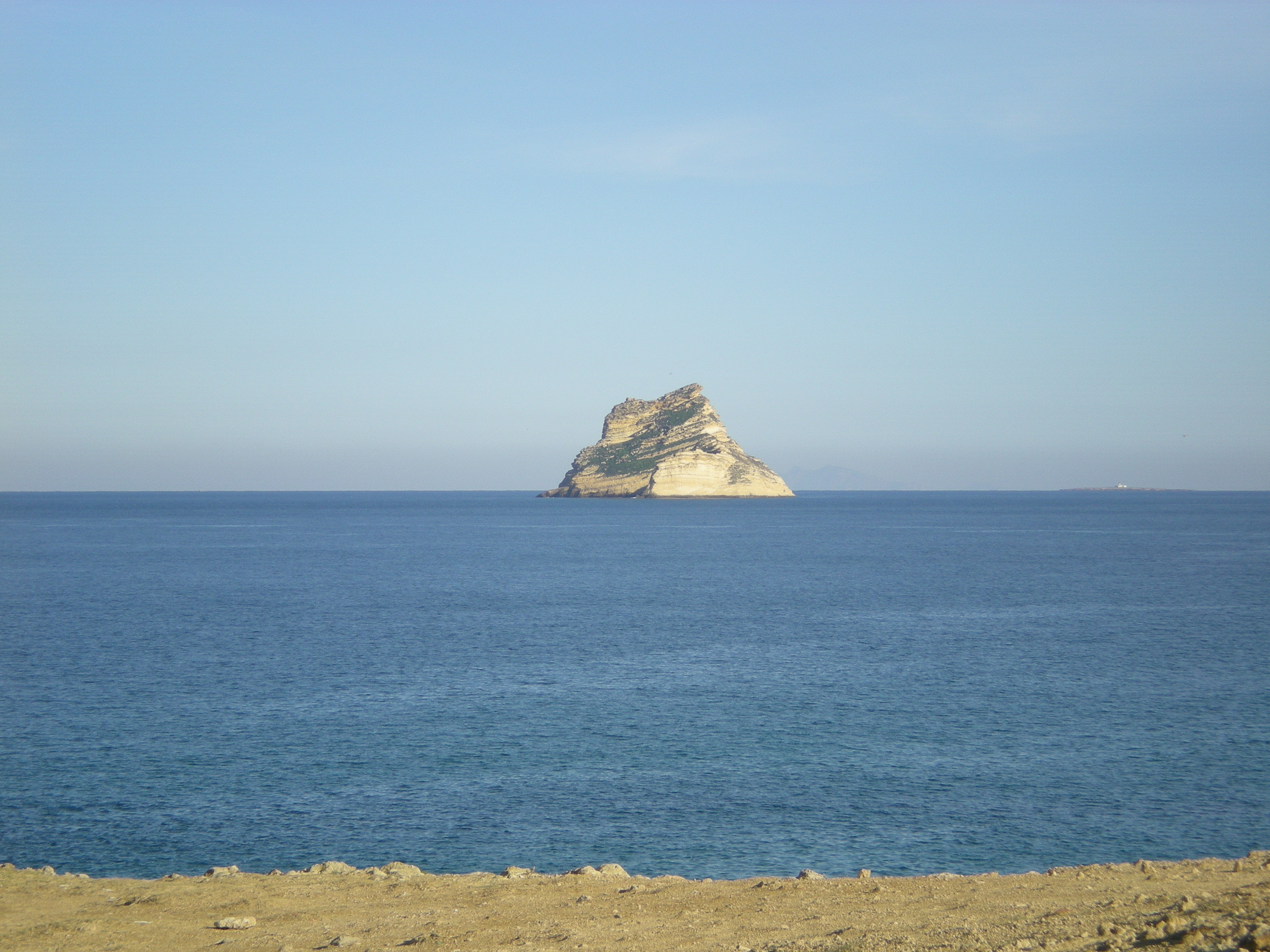
جزيرة قمنارية كما تظهر من بلدة صونين

جزيرة قمنارية أو بيلو (بالفرنسية: Pilau) وقمنارية كلمة مركبة من كلمتين هما قمة نارية وهي عبارة عن جزيرة صخرية صغيرة توجد قبالة السواحل الشمالية التونسية شمال غربي رأس سيدي علي المكي على بعد 2 كم من ساحل الرفراف. ويبلغ ارتفاعها 116 مترا فوق مستوى البحر. أما تسميتها بقمناري فذلك يعود إلى بزوغ الشمس فجرا الذي يبدأ من ورائها، وفي لحظة ما، تبدو الشمس وكأنها مرتكزة على قمتها لدى الناظر إليها من ناحية شاطئ رفراف. وتعيش على هذه الجزيرة العديد من أنواع الطيور البحرية، وتكثر بها عدة أنواع من النباتات.
| بنزرت بحيرة بنزرت بحيرة غار الملح جزيرة قمنارية الجزيرة المنبسطة جزر القاني |